# Packera ganderi
Packera ganderi là một loài thực vật có hoa trong họ Cúc. Loài này được (T.M.Barkley & R.M.Beauch.) W.A.Weber & Á.Löve mô tả khoa học đầu tiên năm 1981.